# 四位
四位（しい）は、日本の位階及び神階における位の一つ。三位の下、五位の上に位する。複数の異なる制度で用いられた。律令制および近現代の位階制では、正四位と従四位の総称。

## 諸王の位
天武天皇元年（672年）に壬申の乱で勝利し、翌年（673年）2月27日に即位した天武天皇は、臣下に与えた冠位とは別に、皇子を除く皇族王に三位、四位などの位を与えた。この諸王の位がいつ制定されたかは不明だが、天武天皇14年（685年）1月21日に冠位48階制の施行によって廃止された。四位として知られる人物は、栗隈王と葛城王である。
- 栗隈王 - 天武天皇4年（675年）3月16日兵政官長に任命、5年（676年）6月没。
- 葛城王 - 天武天皇8年（679年）7月17日没。

## 律令制の位
大宝律令以降の日本の律令制では正四位上、正四位下、従四位上、従四位下の4つの位の総称である。（詳しくは正四位、従四位を参照）

## 近現代の位
明治時代以降は、正四位と従四位の二つにまとめられた。